# Minisatelliet
Minisatellieten of minisatellieten-DNA zijn delen van het DNA, die uit tandemachtige herhalingen van een korte (circa 10–100 nucleotiden lang) DNA-sequentie bestaan. Anders dan bij satelliet-DNA's is het aantal herhalingen duidelijk minder, ze bestaan in de regel uit 4 - 40 herhalingen. Deze herhalingen zijn ook nog eens zeer variabel: door een verkeerde verbinding bij een crossing-over tijdens de meiotische recombinatie kunnen veel verschillende allelen gevormd worden, die uit telkens een ander aantal herhalingen bestaan. Minisatellieten zijn in het algemeen rijk aan CG (cytosine en guanine nucleobasen). Minisatellieten zijn betrokken bij de genregulatie. Telomeren bestaan uit minisatellieten.
Minisatellieten worden gebruikt bij het bepalen van het vaderschap, het forensisch onderzoek en het maken van een genetische vingerafdruk.
Minisatellieten en microsatellieten worden wel tot de variabel aantal tandemherhalingen (VNTR's) gerekend.